# Jacobus Voorda

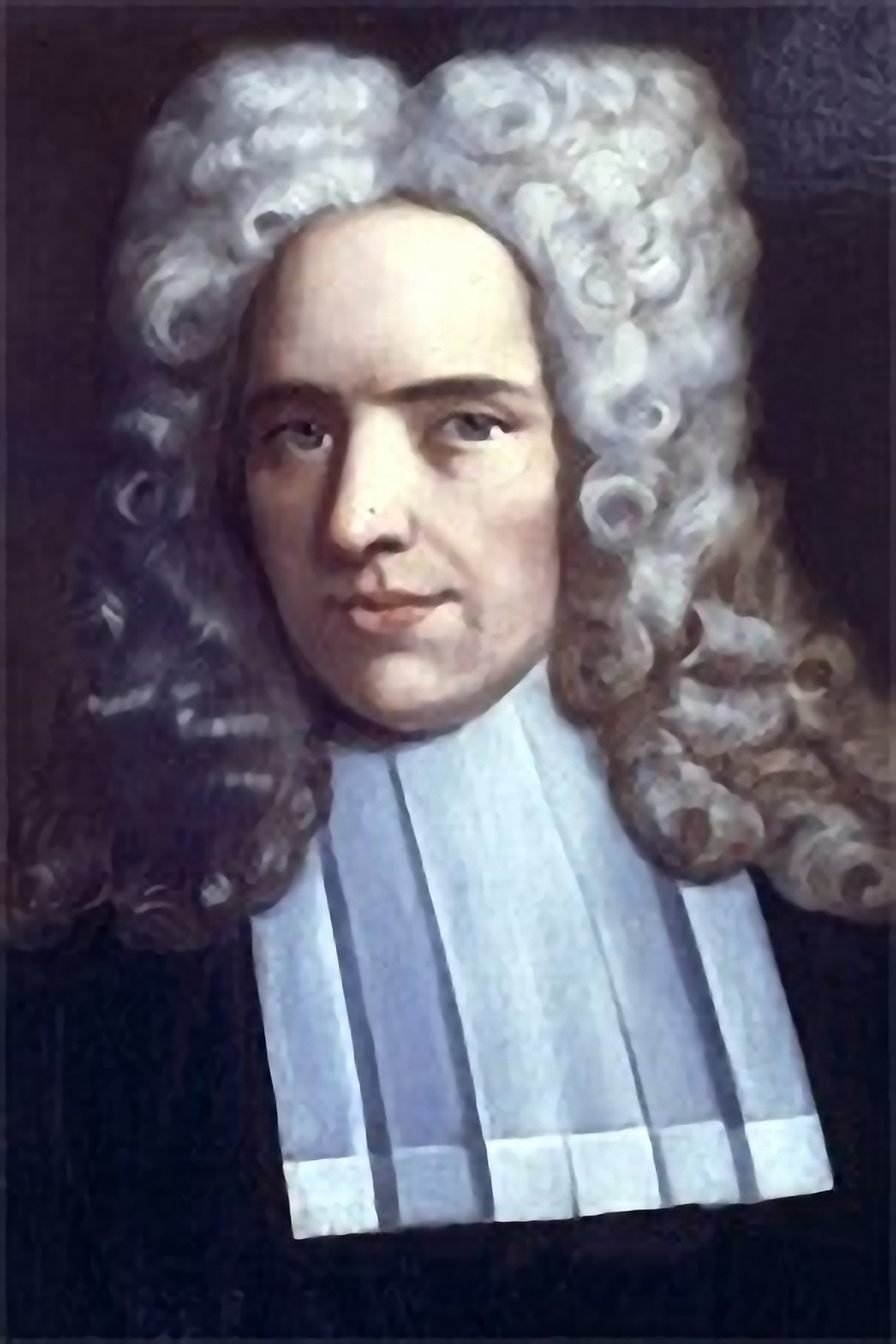
Jacobus Voorda

Jacobus Voorda (* 28. Januar 1698 in Harlingen; † 10. Juni 1768 in Leeuwarden) war ein niederländischer Rechtsgelehrter.

## Leben
Der Sohn des Advokaten Joost Voorda und dessen Frau Maria Suringar studierte ab 1713 an der Universität Franeker. Hier waren Zacharias Huber (1669–1731) und Johann Ortwin Westenberg seine Lehrer. Am 1. Juli 1718 promovierte er unter Westenberg zum Doktor der Rechte, war dann als Advokat in Leeuwarden tätig und wurde 1723 Dozent der Rechtswissenschaften an der Universität Franeker. 1727 ernannte man ihn zum außerordentlichen Professor der Rechte und am 18. März 1730 zum ordentlichen Professor derselben in Franeker.
Am 12. Juni 1730 erhielt er einen Ruf als Professor für bürgerliches Recht an der Universität Utrecht, welches Amt er am 11. September 1730 mit der Rede De prudentia Romanorum in condendis XII Tabularum legibus übernahm. Trotz eines Rufes an die Universität Leiden blieb er in Utrecht, wo man ihm am 7. August 1737 die Professur für modernes Recht übertrug, die er am 12. August 1737 antrat. In diesen Funktionen beteiligte er sich auch an den organisatorischen Aufgaben der Utrechter Hochschule und war in den Jahren 1734/35 und 1754/55 Rektor der Alma Mater. Aus gesundheitlichen Gründen schied er am 15. September 1760 aus seiner Professur und zog nach Leeuwarden, wo er noch kurze Zeit Mitglied der friesischen Landesregierung war.
Aus seiner 1726 geschlossenen Ehe mit Petronella Beucker, die Tochter des Ratsherrn Johannes Beucker, stammen die drei Söhne Bavius Voorda (1729–1799), Gerard Jacob Voorda (1735–1805) und der Rechtsprofessor Johann Henricus Voorda (1732–1814).

## Werke
- Commentarius ad Legem Falcidiam et Dissertatio de legato Partitionis. Harlingen, 1730,
- Oratio de Prudentia Romanorum in condendis XII tabularum legibus. Franeker 1730,
- Interpretationes et emendationes Juris Romani, Utrecht 1730, recognita, insigniter aucta et in tres libros distincta quorum tertius plane novus. Utrecht 1768,
- Oratio pro Decretalibus Pontificum Romanorum. Utrecht 1735.
- Justitiae sacerdos sive oratio de Jureconsulto, viro bono, dicta Trajecti a d. VIII Cal. Octobr. 1736 quum Hermannum van Vianen supremis utroque in jure honoribus publice solenniter ac majorum more ornaret. Utrecht 1736
- Differentiae Juris Romani et Belgici secundum ordincm Digestorum. Utrecht 1744,
- Electorum liber singularis. Utrecht 1749,
- Z. Valckenaer, Diss. de Peculio quasi castriensi o. 2. p. 7. Schott, unparteyische Critik. uber Juridische schrijften Th. I, S. I.
- Orationes duae de Prudentia Romonorum in condendis legibus XII tabalarum, gevoegd bij Electorum liber.
- Oratio de iis, quae a jurereconsulto vero et justitiae sacerdote exiguntur, dicta. Utrecht  1736,
- Oratio in Jus Justinianeum, dicta die 28 Martu 1755, cum fasces academicos iterum deponeret.
- Oratio de utilitate, quam habet ars nostra, dicta Trajecti die 7 October Ao. 1756. cum F.J. van Wertreenen et J.H. Voorda, more majorum juris utriusque doctores renuntiabat.
- Hij beoefende in zijn jeugd ook de Latijnsche poezy, blijkens zijn Carmen, hexametris. scriptum in honorem Seb Fridag Ao. 1710 publice disputantis.
- Tot zijne nagelatene schriften behooren Notae quam plurimae ad edit. Corp. Jur. Rom. a Gothofredo carutam No. 1626.
- Notae ad Muideni compendium Institutionum.
- Notae ad Westenbergii Principia juris secundum ordinem Pandectarum.
- Notae ad Heinecci elementa.
- Notae ad Heinecci Antiquitates.
- Notae Syntagma.
- Notae ad Huberi praelectiones.
- Notae ad Sandii Decisiones.
- Notae ad Statuta Frisiaca etc Praelectiones ad Pandectas cet.